# Норрістаун (Джорджія)
Норрістаун (англ. Norristown) — переписна місцевість (CDP) в США, в окрузі Емануель штату Джорджія. Населення — 54 особи (2020).

## Географія
Норрістаун розташований за координатами 32°30′25″ пн. ш. 82°29′55″ зх. д. / 32.50694° пн. ш. 82.49861° зх. д. (32.507040, -82.498626).  За даними Бюро перепису населення США в 2010 році переписна місцевість мала площу 1,06 км², з яких 1,05 км² — суходіл та 0,01 км² — водойми.

## Демографія
Згідно з переписом 2010 року, у переписній місцевості мешкало 59 осіб у 27 домогосподарствах у складі 16 родин. Густота населення становила 55 осіб/км².  Було 33 помешкання (31/км²).
Расовий склад населення:
| - 89,8 % — білих - 6,8 % — чорних або афроамериканців |

До двох чи більше рас належало 3,4 %. Частка іспаномовних становила 0,0 % від усіх жителів.
За віковим діапазоном населення розподілялося таким чином: 18,6 % — особи молодші 18 років, 64,5 % — особи у віці 18—64 років, 16,9 % — особи у віці 65 років та старші. Медіана віку мешканця становила 43,5 року. На 100 осіб жіночої статі у переписній місцевості припадало 126,9 чоловіків;  на 100 жінок у віці від 18 років та старших — 118,2 чоловіків також старших 18 років.
За межею бідності перебувало 41,5 % осіб, у тому числі 41,2 % дітей у віці до 18 років та 0,0 % осіб у віці 65 років та старших.
Цивільне працевлаштоване населення становило 0 осіб. 